# Macuilxochitzin
Macuilxochitzin (c. 1435 - ?) fue una poeta, hija de Tlacaélel, consejero de los "tlahtoanis" mexicas.

## Biografía
Existe poca información sobre la vida de Macuilxochitzin.
La poetisa nació en 1435, proveniente de una tribu, probablemente Chichimeca, destruida por incursiones nómadas. Tlacaélel, que solía servir como consejero de los tlatoanis, la adoptó, le dio nombre y la llevó a Tenochtitlan.
Tenía doce hermanos, cada uno engendrado por una madre diferente. Su nombre probablemente significa «Señora Cinco Flor», de acuerdo al calendario azteca, por haber nacido un día 5 Flor. Sin embargo, también algunos autores consideran que pudo provenir del nombre de una diosa del arte, de las canciones y de la danza, esto ya siendo una poeta reconocida.
De acuerdo a Miguel León Portilla, en su libro Fifteen Poets of the Aztec World (Quince poetas del Mundo Azteca), Macuilxochitzin habitó en México-Tenochtitlan en el siglo XV, cuando la civilización estaba en su máximo esplendor. La mayoría de sus composiciones poéticas estaban enfocadas en las batallas y enfrentamientos que sostuvo su padre, en plena expansión de los mexicos en Mesoamérica. De ese legado, solamente se conserva un poema atribuido como de su autoría, en donde relata «una de las últimas conquistas sugeridas por su padre dirigida hacia el territorio Matlatzinca.» El primer verso de este poema reza así:
Elevo mis cantos. 
Yo, Macuilxóchitl, 
con ellos alegro al Dador de la vida, 
¡comience la danza!